# Paramachaerium ormosioides
Paramachaerium ormosioides là một loài thực vật có hoa trong họ Đậu. Loài này được (Ducke) Ducke miêu tả khoa học đầu tiên.